# Berguv Nord
Berguv Nord är ett projekt bildat 1977 som arbetar för en förstärkning av uvstammen i Norrland, bland annat genom inventering, avel (uppfödning) och utsättning av uvar. Projektet lyckades förhindra att berguv utrotades lokalt, och verksamheten minskade under 2000-talet, men återupptogs åren 2019–2020 då Sveriges ornitologiska förening (BirdLife Sverige) initierade en ny riksinventering. 